# 大聖寺 (足立区)
大聖寺（だいしょうじ）は、東京都足立区関原にある真言宗豊山派の寺院。

## 歴史
当寺院は室町時代の1449年(宝徳元年)に創建されたと伝わる。開山・開基についてはよくわかっていない。
本尊は不動明王で、良弁の作という。本堂は何度か火災にあって焼失し、現在のものは深川木場の講中が、材木その他を寄進によって江戸時代の天保年間に再建されたもの。このことからも、不動信仰は江戸の職方の間に根強く広まり、不動講や不動参りが盛んにおこなわれていたていことがわかる。この本堂は8年の歳月をかけて再建されたもので、各所に彫刻が施され、足立区内でも最大の規模のものともいわれている。（足立区登録文化財）
江戸時代には江戸市中の住民からの寄進も多く、現在でもそれを物語る史料もあり、広範な地域の人に信仰されていた。また、縁日は多くの人が参詣に訪れていたといわれている。
また本堂裏には歴史を感じさせる100体の観音像があり、作者不詳であるが、主に女性からの寄進であったと伝わっている。1960年前後（昭和30年代）までは、まったく黒ずんで古びたものであったが、補修の際金箔があらわれたという。長年本堂にあって護摩を焚く煙に巻かれていたからだと思われ、秘仏である本尊不動の厨子の後ろにあって、真っ黒になっていたから今日まで100体そっくり残っていたと推測される。
当寺院は関原不動の名で知られており、当地の地名関原の由来になっている。関原不動の由来伝説によると、小宮光徳という関守が、桂花老人から“関の原”と言った土地にある良辨という聖者が作った不動明王を与えると告げられた。光徳は老人の言葉に従って足立へ来訪し、八幡宮の傍らに草庵を結び不動明王をまつった。これが関原の地名の由来とされている。

## 境内
- 本堂 - 十間四面、四方出組の江戸末期の様式。98枚からなるけやき坂の天井の格子板にはすべて彫刻が施されている。欄干にはぼたんに唐獅子の彫刻がはめこまれており、竜の巻き柱、襖絵もある[6]。
- 訓導田中富次郎之墓 - 1660年の墓碑[7]。
- 力石―高さ65cmで、「六拾貫目」と刻まれている。その脇に、この石を持ち上げた力自慢4人の名前と思われる文字が刻まれている[7]。
- 百度石 - 力石と並んで、本堂に向き合うように立っており、「嘉永四年」の銘がある。高さ173cm[7]。
- 五文字題句碑 - 「いそがしい」という5文字に因む句が刻まれている碑[7]。
- 覚如の供養塔 - 一般の墓地とは別の場所にある住職の墓碑の1つに8角柱になったものがある[7]。

## 文化財
足立区登録文化財
- 大聖寺本堂[8]
- 大般若経[9]
- 関原不動尊略縁起[10]

## 年中行事
- 正月　修正会
- 年頭護摩修行
- 2月　 節分会
- 3月　 彼岸会
- 5月　 護摩修行
- 6月　 大般若転読会
- 7月　 盂蘭盆会
- 8月　 大施餓鬼会
- 9月　 護摩修行
- 彼岸会
- 12月　護摩修行
- 毎月8日・18日・28日　護摩修行[5]

## アクセス
- 東武伊勢崎線（東武スカイツリーライン）・東武大師線「西新井駅」下車、徒歩約10分